# Chosica
Chosica est une commune péruvienne situé dans le district de Lurigancho-Chosica, Province de Lima, à plus de 800 mètres d'altitude.